# Vuelta a España 1966
La 21.ª edición de la Vuelta a España se disputó del 28 de abril al 15 de mayo de 1966, con un recorrido de 2951 km dividido en 18 etapas, cuatro de ellas dobles, con inicio en Murcia y final en Bilbao.
Tomaron la salida 90 corredores, 40 de ellos españoles, repartidos en 9 equipos de los que sólo lograron finalizar la prueba 55 ciclistas.
Esta edición de la Vuelta, que vivía un período de crisis y estuvo cerca de no disputarse, se caracterizó por la práctica ausencia de ciclistas importantes en el panorama internacional, sobre todo de nacionalidad extranjera. El equipo KAS dominó ampliamente la carrera y fue Francisco Gabica quien se impuso finalmente en la clasificación general cubriendo la prueba a una velocidad media de 37,605 km/h. Gregorio San Miguel se adjudicó la clasificación de la montaña y Jos Van der Vleuten la de los puntos.
De las etapas disputadas, diez fueron ganadas por ciclistas españoles.

## Etapas
| Etapa | Recorrido              | Km        | Ganador de la etapa     | Líder de la clasificación general |
| 1.ªa  | Murcia-Murcia          | 111       | Bruno Sivilotti         | Bruno Sivilotti                   |
| 1.ªb  | Murcia-Murcia          | 3,5 (CRI) | José María Errandonea   | José María Errandonea             |
| 2.ªa  | Murcia-La Manga        | 81        | Enzo Pretolani          | José María Errandonea             |
| 2.ªb  | La Manga-Benidorm      | 153       | Ramón Mendiburu         | José María Errandonea             |
| 3.ª   | Benidorm-Valencia      | 148       | José Antonio Momeñe     | José Antonio Momeñe               |
| 4.ª   | Cuenca-Madrid          | 177       | Valentín Uriona         | Valentín Uriona                   |
| 5.ª   | Madrid-Madrid          | 181       | Carlos Echeverría       | Valentín Uriona                   |
| 6.ª   | Madrid-Calatayud       | 225       | Johan De Roo            | Valentín Uriona                   |
| 7.ª   | Calatayud-Zaragoza     | 105       | Cees Haast              | Valentín Uriona                   |
| 8.ª   | Zaragoza-Lérida        | 144       | Henk Nijdam             | Valentín Uriona                   |
| 9.ª   | Lérida-Las Colinas     | 128       | Antonio Gómez del Moral | Valentín Uriona                   |
| 10.ªa | Sitges-Barcelona       | 40        | Luis Otaño              | Valentín Uriona                   |
| 10.ªb | Barcelona-Barcelona    | 49        | Henk Nijdam             | Valentín Uriona                   |
| 11.ª  | Barcelona-Huesca       | 266       | Mario Zanin             | Valentín Uriona                   |
| 12.ª  | Huesca-Pamplona        | 221       | Gerben Karstens         | Valentín Uriona                   |
| 13.ª  | Pamplona-San Sebastián | 131       | Cees Haast              | Cees Haast                        |
| 14.ª  | San Sebastián-Vitoria  | 178       | Gregorio San Miguel     | Cees Haast                        |
| 15.ªa | Vitoria-Haro           | 61 (CRI)  | Francisco Gabica        | Francisco Gabica                  |
| 15.ªb | Haro-Logroño           | 52        | Gerben Karstens         | Francisco Gabica                  |
| 16.ª  | Logroño-Burgos         | 116       | Henk Nijdam             | Francisco Gabica                  |
| 17.ª  | Burgos-Santander       | 226       | Gerben Karstens         | Francisco Gabica                  |
| 18.ª  | Santander-Bilbao       | 154       | Domingo Perurena        | Francisco Gabica                  |

## Equipos participantes
| Equipo             | Jefe de filas       |
| Olimpia            | José Bernárdez      |
| Televizier-Batavus | Johan De Roo        |
| Ferrys             | José Pérez-Francés  |
| Libertas           | Robert De Middeleir |
| Oporto             | José Sousa Cardoso  |

| Equipo              | Jefe de filas     |
| Kas                 | Carlos Echeverría |
| Wiel's-Groene Leeuw | Eddy Pauwels      |
| Fagor               | Luis Otaño        |
| Italia              | Mario Zanin       |

## Clasificaciones
En esta edición de la Vuelta a España se diputaron cinco clasificaciones que dieron los siguientes resultados:
| \| 1. \| Francisco Gabica \| España \| KAS \| 78h 53' 55s \| \| \| 2. \| Eusebio Vélez \| España \| KAS \| a 39s \| \| \| 3. \| Carlos Echeverría \| España \| KAS \| a 44s \| \| \| 4. \| Luis Otaño \| España \| FAG \| a 2' 17s \| \| \| 5. \| José Antonio Momeñe \| España \| KAS \| a 2' 25s \| \| \| 6. \| Valentín Uriona \| España \| KAS \| a 2' 44s \| \| \| 7. \| Antonio Gómez del Moral \| España \| KAS \| a 3' 52s \| \| \| 8. \| Cees Haast \| Holanda \| TEL \| a 3' 55s \| \| \| 9. \| Angelino Soler \| España \| FER \| a 4' 37s \| \| \| 10. \| José María Errandonea \| España \| FAG \| a 4' 40s \| \| |                         |         |     |             |  |
| 1. | Francisco Gabica        | España  | KAS | 78h 53' 55s |  |
| 2. | Eusebio Vélez           | España  | KAS | a 39s       |  |
| 3. | Carlos Echeverría       | España  | KAS | a 44s       |  |
| 4. | Luis Otaño              | España  | FAG | a 2' 17s    |  |
| 5. | José Antonio Momeñe     | España  | KAS | a 2' 25s    |  |
| 6. | Valentín Uriona         | España  | KAS | a 2' 44s    |  |
| 7. | Antonio Gómez del Moral | España  | KAS | a 3' 52s    |  |
| 8. | Cees Haast              | Holanda | TEL | a 3' 55s    |  |
| 9. | Angelino Soler          | España  | FER | a 4' 37s    |  |
| 10. | José María Errandonea   | España  | FAG | a 4' 40s    |  |

| \| 1. \| Jos Van der Vleuten \| Holanda \| TEL \| 147 puntos \| \| 2. \| Gerben Karstens \| Holanda \| TEL \| 142 puntos \| \| 3. \| Pasquale Fabbri \| Italia \| ITA \| 105 puntos \| |                     |         |     |            |
| 1. | Jos Van der Vleuten | Holanda | TEL | 147 puntos |
| 2. | Gerben Karstens     | Holanda | TEL | 142 puntos |
| 3. | Pasquale Fabbri     | Italia  | ITA | 105 puntos |

| \| 1. \| Gregorio San Miguel \| España \| KAS \| 60 puntos \| \| 2. \| Domingo Perurena \| España \| FAG \| 58 puntos \| \| 3. \| Mariano Díaz Díaz \| España \| FAG \| 38 puntos \| |                     |        |     |           |
| 1. | Gregorio San Miguel | España | KAS | 60 puntos |
| 2. | Domingo Perurena    | España | FAG | 58 puntos |
| 3. | Mariano Díaz Díaz   | España | FAG | 38 puntos |

| \| 1. \| Domingo Perurena \| España \| FAG \| 20 puntos \| |                  |        |     |           |
| 1.                                                         | Domingo Perurena | España | FAG | 20 puntos |

| \| 1. \| Kas \| España \| KAS \| 236h 38' 19s \| |     |        |     |              |
| 1.                                               | Kas | España | KAS | 236h 38' 19s |